# Thanatus oblongiusculus atomarius
Thanatus oblongiusculus atomarius is een spinnenondersoort in de taxonomische indeling van de renspinnen (Philodromidae).
Het dier behoort tot het geslacht Thanatus. De wetenschappelijke naam van de soort werd voor het eerst geldig gepubliceerd in 1932 door Eugène Simon.